# Jim Fox
James L. "Jim" Fox (Atlanta, Georgia, 7 de abril de 1943)  es un exjugador de baloncesto estadounidense. Con 2,08 de estatura, jugaba en la posición de pívot.

## Trayectoria
[actualizar]

## Estadísticas de su carrera en la NBA

### Temporada regular
| Año     | Equipo     | PJ  | PT | MPP  | %TC  | %3P | %TL  | RPP  | APP | ROB | TPP | PPP  |
| ------- | ---------- | --- | -- | ---- | ---- | --- | ---- | ---- | --- | --- | --- | ---- |
| 1967–68 | Cincinnati | 31  | -  | 7.9  | .405 | -   | .643 | 3.1  | 0.4 | -   | -   | 3.2  |
| 1967–68 | Detroit    | 24  | -  | 15.8 | .415 | -   | .577 | 5.6  | 0.7 | -   | -   | 4.1  |
| 1968–69 | Detroit    | 25  | -  | 15.0 | .469 | -   | .642 | 5.6  | 0.9 | -   | -   | 5.0  |
| 1968–69 | Phoenix    | 51  | -  | 38.8 | .470 | -   | .734 | 13.3 | 2.8 | -   | -   | 13.8 |
| 1969–70 | Phoenix    | 81  | -  | 25.2 | .524 | -   | .770 | 7.0  | 1.1 | -   | -   | 12.9 |
| 1970–71 | Chicago    | 82  | -  | 19.9 | .458 | -   | .745 | 7.3  | 2.4 | -   | -   | 9.7  |
| 1971–72 | Chicago    | 10  | -  | 13.3 | .377 | -   | .714 | 5.4  | 0.6 | -   | -   | 6.0  |
| 1971–72 | Cincinnati | 71  | -  | 28.8 | .454 | -   | .770 | 9.3  | 1.1 | -   | -   | 12.3 |
| 1972–73 | Seattle    | 74  | -  | 33.0 | .515 | -   | .808 | 11.2 | 2.4 | -   | -   | 11.4 |
| 1973–74 | Seattle    | 78  | -  | 27.9 | .478 | -   | .823 | 9.2  | 2.9 | 0.7 | 0.3 | 11.3 |
| 1974–75 | Seattle    | 75  | -  | 23.5 | .469 | -   | .802 | 6.5  | 1.8 | 0.6 | 0.2 | 9.0  |
| 1975–76 | Milwaukee  | 70  | -  | 13.1 | .517 | -   | .785 | 3.4  | 0.6 | 0.4 | 0.2 | 3.9  |
| 1976–77 | New York   | 71  | -  | 16.4 | .462 | -   | .833 | 4.6  | 0.7 | 0.3 | 0.4 | 6.5  |
| Total   | Total      | 743 | -  | 23.3 | .479 | -   | .770 | 7.4  | 1.6 | 0.5 | 0.3 | 9.3  |

### Playoffs
| Año     | Equipo    | PJ | PT | MPP  | %TC  | %3P | %TL   | RPP  | APP | ROB | TPP | PPP  |
| ------- | --------- | -- | -- | ---- | ---- | --- | ----- | ---- | --- | --- | --- | ---- |
| 1967–68 | Detroit   | 6  | -  | 15.0 | .316 | -   | .789  | 6.2  | 0.5 | -   | -   | 4.5  |
| 1969–70 | Phoenix   | 6  | -  | 29.0 | .362 | -   | .708  | 10.7 | 1.3 | -   | -   | 11.2 |
| 1970–71 | Chicago   | 7  | -  | 23.9 | .434 | -   | .684  | 9.4  | 2.4 | -   | -   | 11.3 |
| 1974–75 | Seattle   | 8  | -  | 5.0  | .286 | -   | .571  | 1.1  | 0.3 | 0.0 | 0.1 | 1.5  |
| 1975–76 | Milwaukee | 3  | -  | 11.0 | .800 | -   | 1.000 | 2.3  | 1.0 | 0.0 | 0.3 | 3.3  |
| Total   | Total     | 30 | -  | 16.8 | .393 | -   | .718  | 6.1  | 1.1 | 0.0 | 0.2 | 6.5  |